# ワールドオールスタージョッキーズ
ワールドオールスタージョッキーズは、日本中央競馬会（JRA）が2015年から札幌競馬場で開催している、中央競馬の国際騎手招待競走である。

## 概要
2014年まで秋季に行われていた「ワールドスーパージョッキーズシリーズ」を名称変更したもので、中央競馬所属騎手・地方競馬代表騎手・外国からの招待騎手が集い、4競走のポイント制で行われる。
従来の「ワールドスーパージョッキーズシリーズ」は例年11月 - 12月に行われていたが、本シリーズは夏季競馬での開催となる。2014年11月21日付のスポニチアネックスによれば、夏季へ移行する理由として以下の点を挙げている。
1. 秋 - 冬は短期免許で騎乗する外国人騎手が多く来日しており、既に国際色が強い
2. 上記の短期免許で騎乗する外国人騎手が、ワールドスーパージョッキーズシリーズの選出騎手とも重複する
3. 東京開催の場合は同時期に国際招待競走の「ジャパンカップ」も施行されており、ワールドスーパージョッキーズシリーズの注目度が相対的に低下する

JRAは2015年4月に平成27年度の夏季競馬番組を発表し、「ワールドスーパージョッキーズシリーズ」を「ワールドオールスタージョッキーズ」に改めて夏季の札幌競馬で施行することを発表した。前述のスポニチアネックス（2014年11月21日付）では、ワールドスーパージョッキーズシリーズのマンネリ打破に加え、夏の札幌競馬で開催することで夏季競馬を盛り上げる試みとしている。
2020年・2021年は新型コロナウイルス感染拡大の影響で開催されなかった。
2024年は第40回アジア競馬会議（ARC）開催の記念競走として施行されている。

### 対象競走
以下の内容は、2021年の実施要綱に基づく。正式な競走名は「○○ワールドオールスタージョッキーズ第△戦」（○○は西暦、△はレースの順番の数字が入る）となる（例：2021ワールドオールスタージョッキーズ第1戦）。
| 競走名                                | 施行日             | 競走番号 | 競走条件         | 施行距離    |
| ------------------------------------- | ------------------ | -------- | ---------------- | ----------- |
| ワールドオールスタージョッキーズ第1戦 | 第2回札幌競馬第5日 | 第10競走 | 3歳以上2勝クラス | 芝1200m     |
| ワールドオールスタージョッキーズ第2戦 | 第2回札幌競馬第5日 | 第11競走 | 3歳以上3勝クラス | 芝2000m     |
| ワールドオールスタージョッキーズ第3戦 | 第2回札幌競馬第6日 | 第10競走 | 3歳以上2勝クラス | ダート1700m |
| ワールドオールスタージョッキーズ第4戦 | 第2回札幌競馬第6日 | 第12競走 | 3歳以上2勝クラス | 芝1800m     |

### 出場騎手の選定方法
出場騎手選定方法は以下の通り。
出馬投票締切後に騎乗予定騎手が騎乗できなくなった場合は、対象となるすべての競走に騎乗できる勝利度数上位のJRA所属騎手を補欠騎手として充当する。

#### JRA所属騎手
以下の順位により、7名を選出。順位1で選出された騎手を除く選出数は東西同数とし、「勝利度数」は開催年の概ね1月 - 7月（第2回福島競馬第8日・第2回小倉競馬第8日・第1回函館競馬第12日）までに行われた中央競馬の競走・地方競馬の指定交流競走・JRA理事長が指定した外国の競走における1着回数としている。なお、勝利度数が同数の場合は2着以下の回数を比較して上位の着順が多い騎手を勝利度数上位とみなして取り扱う。
- 順位1：開催年の東京優駿（日本ダービー）優勝騎手（JRA所属騎手が優勝した場合に限る）[7]
- 順位2：前年のJRA賞におけるMVJ受賞騎手（順位1と重複する場合は該当者なし）[7]
- 順位3：勝利度数が上位の騎手（関東・関西から各1名。順位1・順位2で選出された騎手を除く）[7]
- 順位4：その他の騎手は、以下により選出
  - JRAの選考委員会で顕著な活躍を認められた騎手[7]
  - 前項までで選出数が定数に満たない場合は、勝利度数が上位の騎手[7]

選出されたJRA所属騎手が騎乗馬決定後に騎乗できなくなった場合は、勝利度数上位のJRA所属騎手を補欠騎手として充当する。

#### 外国騎手・地方競馬代表騎手
以下により計7名を選出する。
- 外国騎手：6名を選出する[7]。ただし、下記の地方競馬代表騎手に該当する騎手が選出された場合は5名とする[7]。
- 地方競馬代表騎手：JRAの選考委員会において顕著な活躍を認められた地方競馬所属騎手を最大1名選出する[7]。
- 地方競馬全国協会から代表騎手および補欠騎手各1名の選定（毎年4月に実施の地方競馬ジョッキーズチャンピオンシップに優勝した騎手が代表騎手に、2位になった騎手が補欠騎手として選定）する。[8]。

選出された外国騎手・地方競馬代表騎手が概ね開催1週間前以降に騎乗できなくなった場合は、勝利度数上位のJRA所属騎手を補欠騎手として充当する。

### 出走馬・騎乗馬の選定
出走馬は第1回特別登録を行った馬から、該当する競走条件が上位の馬14頭以内を選定。同一順位の馬が多数いる場合は抽選により選定し、抽選に漏れた馬を補欠馬とする（補欠順位は上記の選定方法に準じる）。この選定は、同日に開催される他のレースに先立って、火曜日の14時にJRA本部競走部から発表される。

出走馬の選定後、枠順確定（前日の午前10時）までに疾病等で出走できなくなった馬がある場合は、補欠順位が上位の馬から選定馬として補充する。

騎乗馬は各競走の選定馬を近走成績等でグループ分けしたうえで抽選を行い、決定する。これは、水曜日の夕方に決定する。ただし、補欠騎手以外の騎手の人数が出走予定馬の頭数に満たない場合は、補欠騎手のうち勝利度数が下位の騎手から騎乗できない騎手とする。その後、抽選で決定した出走予定馬と騎手の組み合わせは、木曜日の12時から15時まで札幌競馬場で受け付けられる出馬投票を行った上で、他のレースと同じく木曜日の16時にJRA競走部から発表され正式のものとなる。

### ポイント付与・騎手表彰
各競走ごとに、着順に応じた下表のポイントを与える。なお、出走馬不足・出走取消・競走除外等騎手本人の責によらず騎乗できなかった場合は、6点（2015年（平成27年）は、5点）を付与。また、競走中止の場合は最下位と同得点を与える。
下記は2021年（令和3年）の点数である。
| 1着  | 2着  | 3着  | 4着  | 5着  | 6着 | 7着 | 8着 | 9着 | 10着以下 |
| ---- | ---- | ---- | ---- | ---- | --- | --- | --- | --- | -------- |
| 30点 | 20点 | 15点 | 12点 | 10点 | 8点 | 6点 | 4点 | 2点 | 1点      |

以下の場合は、点数を与えない。
- 騎手本人の責により騎乗できなかった場合[7]
- 騎手が騎乗停止以上の処分を受けたとき[7]
- 失格となった場合[7]

個人のポイントを比較し、上位となった騎手には以下の賞金・賞品が与えられる。
- 総合優勝 - 300万円、およびトロフィー（30万円相当）[7]
- 2位 - 200万円[7]
- 3位 - 100万円[7]

外国騎手・地方競馬代表騎手とJRA所属騎手の2チームによる対抗戦も併行して行われ、合計得点の多いチームに賞品（1名あたり20万円相当）を与える。

#### 外国騎手限定の特典
2024年の第8回大会以降、外国騎手が個人総合順位5位以内に入った場合は、翌年と翌々年のJRA短期騎手免許の申請に必要な実績として認める。

2024年のジョアン・モレイラは、同年に国内GI競走を1勝しかできず、2025年以降のJRA短期免許を申請できなくなる窮地に立たされたが、同年の本大会を個人総合優勝したことで申請要件を得て、2025年にはGI2勝を挙げて自力で来日可能期間を延長することに成功した。

## 成績
個人戦総合優勝騎手
| 回数  | 施行日              | 競馬場 | 総合優勝騎手         | 所属        |
| ----- | ------------------- | ------ | -------------------- | ----------- |
| 第1回 | 2015年8月29日・30日 | 札幌   | ジョアン・モレイラ   | 香港        |
| 第2回 | 2016年8月27日・28日 | 札幌   | ミルコ・デムーロ     | JRA（栗東） |
| 第3回 | 2017年8月26日・27日 | 札幌   | ユーリコ・ダシルヴァ | カナダ      |
| 第4回 | 2018年8月25日・26日 | 札幌   | クリストフ・ルメール | JRA（栗東） |
| 第5回 | 2019年8月24日・25日 | 札幌   | 川田将雅             | JRA（栗東） |
| 第6回 | 2022年8月27日・28日 | 札幌   | 武豊                 | JRA（栗東） |
| 第7回 | 2023年8月26日・27日 | 札幌   | 岩田望来             | JRA（栗東） |
| 第8回 | 2024年8月24日・25日 | 札幌   | ジョアン・モレイラ   | ブラジル    |
| 第9回 | 2025年8月23日・24日 | 札幌   |                      |             |

団体戦

括弧内は騎乗拠点、★印は女性騎手を表す。
| 回数  | 施行日              | 競馬場 | JRA選抜チーム メンバー | 総合得点  | WAS選抜チーム メンバー |
| ----- | ------------------- | ------ | --- | --------- | --- |
| 第1回 | 2015年8月29日・30日 | 札幌   | 戸崎圭太（美浦） 横山典弘（美浦） 柴山雄一（美浦） ミルコ・デムーロ（栗東） 福永祐一（栗東） 岩田康誠（栗東） 武豊（栗東）             | 187 - 185 | 岩橋勇二（北海道） 藤田弘治（金沢） ラッセル・ベイズ（ アメリカ合衆国） ティエリ・ジャルネ（ フランス） ★ヘイリー・ターナー（ イギリス） クレイグ・ウィリアムズ（ オーストラリア） ジョアン・モレイラ（ 香港）                                          |
| 第2回 | 2016年8月27日・28日 | 札幌   | 戸崎圭太（美浦） 内田博幸（美浦） 蛯名正義（美浦） 川田将雅（栗東） クリストフ・ルメール（栗東） 武豊（栗東） ミルコ・デムーロ（栗東） | 245 - 208 | 永森大智（高知） クリスチャン・デムーロ（ フランス） 岩田康誠（JRA・栗東） ジョアン・モレイラ（ 香港） ジェイムズ・スペンサー（ イギリス） クレイグ・ウィリアムズ（ オーストラリア） ★エマジェーン・ウィルソン（ カナダ））                             |
| 第3回 | 2017年8月26日・27日 | 札幌   | 戸崎圭太（美浦） 内田博幸（美浦） 田辺裕信（美浦） 福永祐一（栗東） クリストフ・ルメール（栗東） 武豊（栗東） ミルコ・デムーロ（栗東） | 238 - 210 | 中野省吾（船橋） アントニー・クラストゥス（ フランス） ★ケイトリン・マリヨン（ オーストラリア） ジョアン・モレイラ（ 香港） トム・クウィリー（ イギリス） ケリン・マカヴォイ（ 香港） ユーリコ・ダシルヴァ（ カナダ）                                   |
| 第4回 | 2018年8月25日・26日 | 札幌   | 戸崎圭太（美浦） 内田博幸（美浦） 田辺裕信（美浦） 福永祐一（栗東） クリストフ・ルメール（栗東） 武豊（栗東） ミルコ・デムーロ（栗東） | 265 - 188 | 桑村真明（北海道） イオリッツ・メンディザバル（ フランス） ラファエル・ベハラーノ（ アメリカ合衆国） ジョアン・モレイラ（ ブラジル） ★サマンサ・コレット（ ニュージーランド） シェーン・フォーリー（ アイルランド） チャドレー・スコフィールド（ 香港） |
| 第5回 | 2019年8月24日・25日 | 札幌   | 戸崎圭太（美浦） 三浦皇成（美浦） 浜中俊（栗東） クリストフ・ルメール（栗東） 川田将雅（栗東） 武豊（栗東） ★藤田菜七子（美浦）        | 246 - 202 | 吉村智洋（兵庫） 的場文男（大井） ★リサ・オールプレス（ ニュージーランド） ジュリアン・ルパルー（ アメリカ合衆国） ★ミカエル・ミシェル（ フランス） コルム・オドノヒュー（ アイルランド） カリス・ティータン（ 香港）                                   |
| 第6回 | 2022年8月27日・28日 | 札幌   | 武豊（栗東） 川田将雅（栗東） 松山弘平（栗東） 柴田善臣（美浦） 福永祐一（栗東） クリストフ・ルメール（栗東） 横山武史（美浦）         | 284 - 174 | 岡部誠（愛知） テオ・バシュロ（ フランス） デヴィッド・イーガン（ イギリス） ジェームズ・グラハム（ アメリカ合衆国） チャクイウ・ホー（ 香港） ★コラリー・パコー（ フランス） クレイグ・ウィリアムズ（ オーストラリア）                                 |
| 第7回 | 2023年8月26日・27日 | 札幌   | 武豊（栗東） 川田将雅（栗東） 岩田望来（栗東） 坂井瑠星（栗東） クリストフ・ルメール（栗東） 戸崎圭太（美浦） 横山武史（美浦）         | 235 - 215 | 宮川実（高知） ★マリー・ヴェロン（ フランス） ルーク・モリス（ イギリス） ウンベルト・リスポリ（ アメリカ合衆国） アレクシス・バデル（ 香港） ジョアン・モレイラ（ ブラジル） ★レイチェル・キング（ オーストラリア）                                    |
| 第8回 | 2024年8月24日・25日 | 札幌   | 横山典弘（美浦） 松山弘平（栗東） クリストフ・ルメール（栗東） 戸崎圭太（美浦） 川田将雅（栗東） 武豊（栗東） 坂井瑠星（栗東）         | 237 - 216 | 吉村智洋（兵庫） チャクイウ・ホー（ 香港） ダミアン・レーン（ オーストラリア） ジョアン・モレイラ（ ブラジル） タイグ・オシェア（ アラブ首長国連邦） ★デルフィンヌ・サンチアゴ（ フランス） カリス・ティータン（ 香港）                                 |
| 第9回 | 2025年8月23日・24日 | 札幌   | 北村友一（栗東） 戸崎圭太（美浦） 坂井瑠星（栗東） 横山武史（美浦） 横山典弘（美浦） 武豊（栗東） クリストフ・ルメール（栗東）         |           | 本田正重（船橋） アレクシ・バデル（ 香港） フランシスコ・ゴンサルベス（ アルゼンチン） トール・ハマーハンセン（ ドイツ） カリス・ティータン（ 香港） クリスティアン・トーレス（ アメリカ合衆国） クレイグ・ウィリアムズ（ オーストラリア）              |